# 壇ノ浦
壇ノ浦（だんのうら）は、山口県下関市の関門海峡にある浦。治承・寿永の乱（源平合戦）の最後の合戦となった壇ノ浦の戦いの戦場として有名である。また、幕末の馬関戦争の主戦場の一つとしても知られている。
中国地方最西部、本州最西部に面する関門海峡の一角である早鞆瀬戸（はやとものせと）の北側の浦（海辺）。
現在行政上は山口県下関市壇之浦町周辺地域にあたり、山口県南西端、下関市街地の東部に相当する。1889年（明治22年）における同県赤間関市＿＿、1879年（明治12年）における同県赤間関区＿＿。江戸時代における長門国豊浦郡赤間関（あかまがせき）の一角、江戸幕藩体制下の長門府中藩知行赤間関内。平安時代における長門国豊浦郡の早鞆瀬戸西岸。
日本語の表記揺れにより、古風に「壇之浦」とも記し、また、土偏の「壇」でなく木偏の「檀」で「檀ノ浦」とも記す。
同じく源平合戦の屋島の戦いの舞台となった讃岐国（現・香川県）の檀ノ浦と区別するために、「長門壇ノ浦」と呼ばれることもある。

## 概要

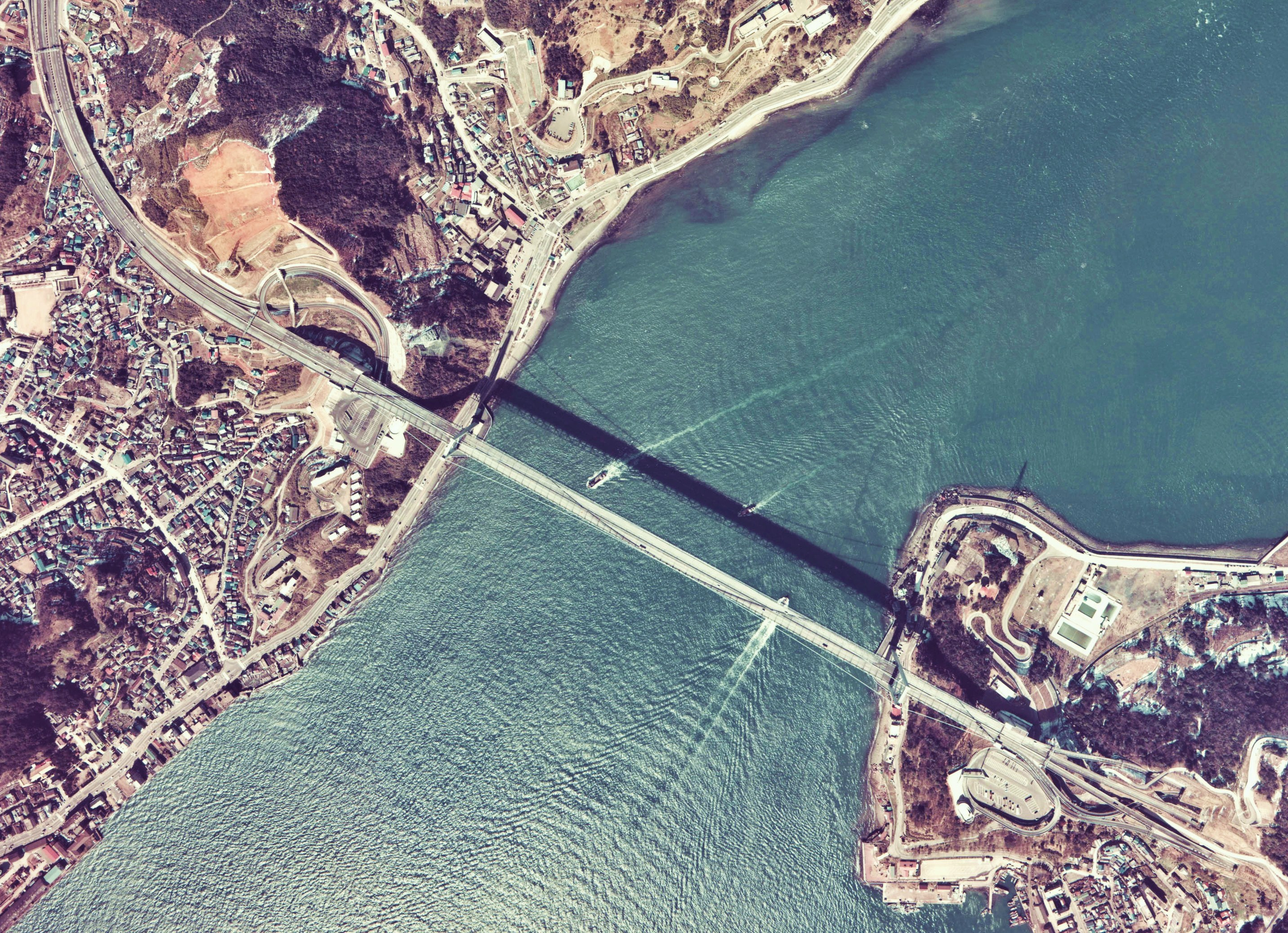
関門海峡の一角である早鞆瀬戸周辺の、1974年（昭和49年）に撮影された空中写真で、左上（北西）の陸地が本州、右下（南東）の陸地が九州、架かっている橋は関門橋、その右側の黒いのは橋の影。そして、関門橋が本州側で最初に接する海岸地域が壇ノ浦である。対岸は福岡県北九州市門司区和布刈地区で、和布刈公園域。

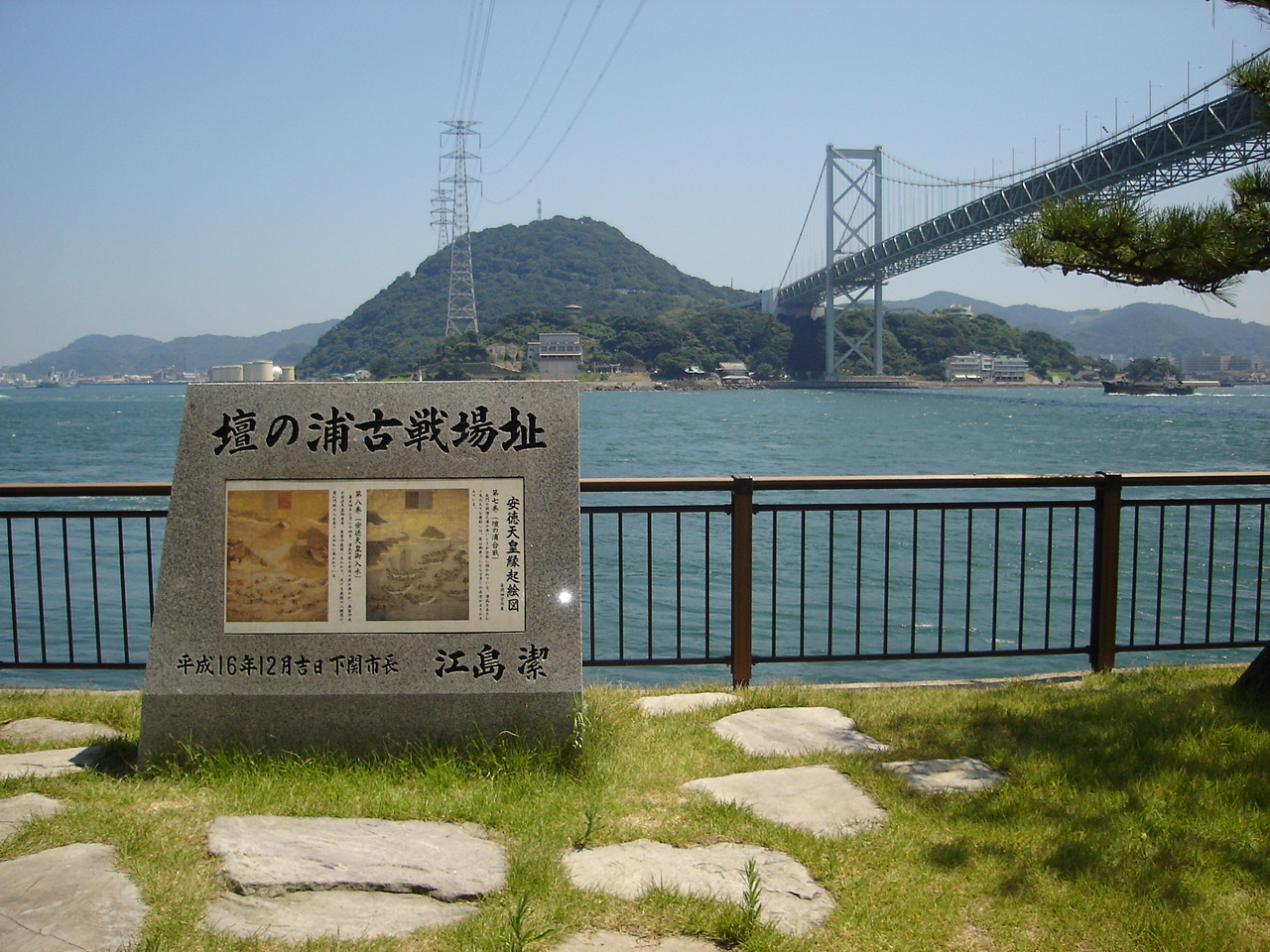
手前の石碑は「壇ノ浦古戦場址の碑」で、みもすそ川公園に所在する。その向こうには早鞆瀬戸が横たわり、関門橋が架かる。橋向こうに見えるのは古城山で、北九州市門司区にある和布刈公園。

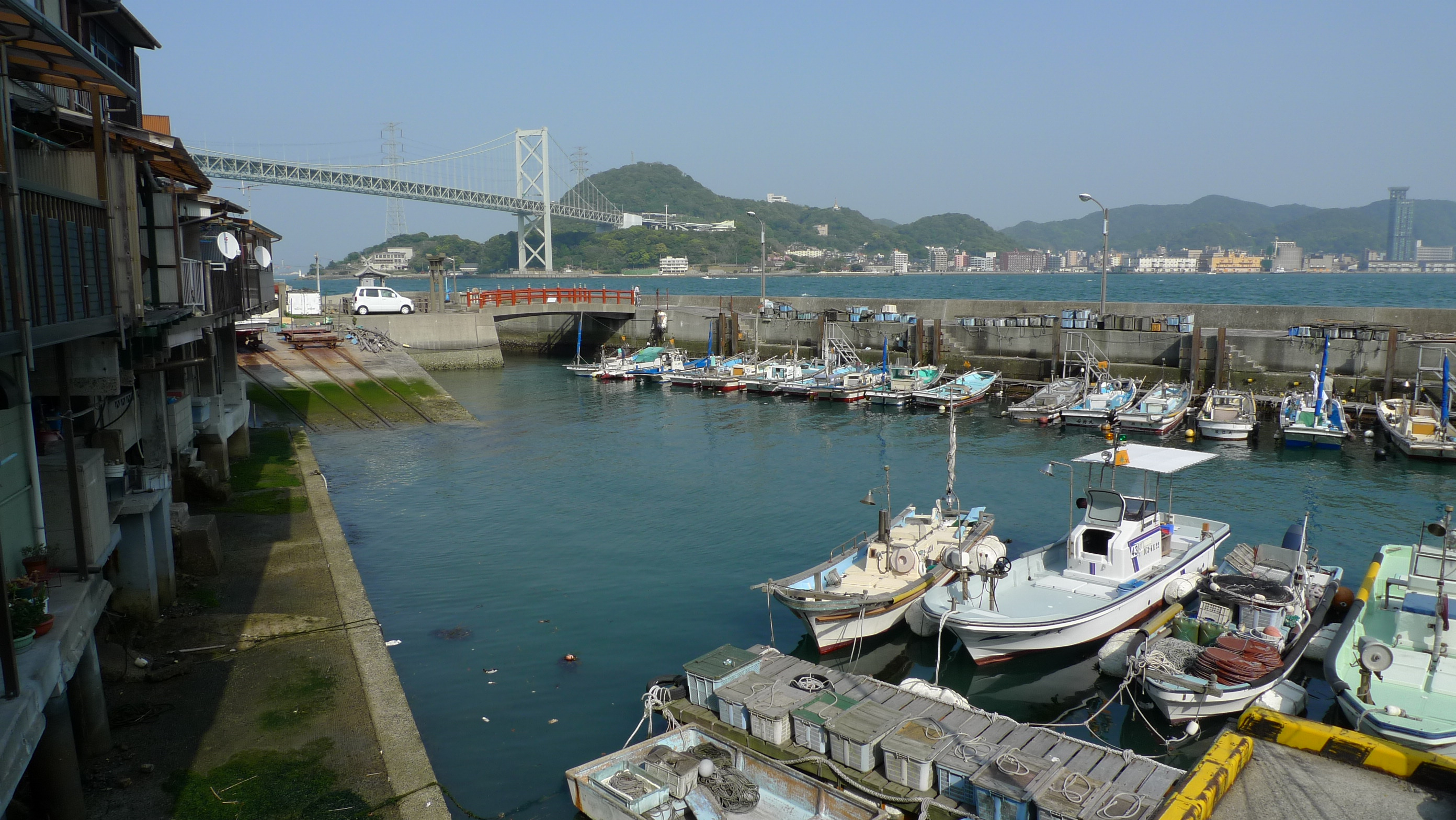
壇ノ浦漁港

関門海峡でも最も狭隘な海域である早鞆瀬戸に面している。そのため、現在では本州と九州を結ぶ陸上交通機関の多くが壇ノ浦と対岸の和布刈（福岡県北九州市門司区和布刈地区）の間を連絡している。
元来の地名としてはあくまで海岸地形の名称である。現在行政市町村名としては、大字壇之浦町）がその名を引き継いでおり、関門橋直下周辺を区域としている。しかし広義には、壇之浦町・みもすそ川町・本町の大字3区域を指す。

## 交通アクセス
鉄道
道路
■国道9号

## 周辺地域
壇ノ浦とその周辺地域にある特筆すべき施設等を、おおよそ北にあるものから順に記載する。もっとも、どこまでを該当地域とするかについて確かな基準は見当たらない。地名構成語「浦」の概念に照らしてみた場合は、水辺との関係性の薄い地域は該当しない。
- 火の山 - 早鞆瀬戸を挟んで対岸の古城山と対峙するように立つ。所在地は みもすそ川町。[gm 5]
- 火の山公園 - 火の山山頂部に所在する都市公園（広域公園）。[gm 5][6]
- 新関門トンネル - 山陽新幹線が走るが、壇ノ浦近辺では火の山公園の地下を通っている。[gm 5]
- 風波のクロスロード

本州最西端の下関市域の海岸線を走る。この地域には火の山の南西麓に沿って入る。壇ノ浦をなぞって走る国道9号に みもすそ川交差点（丁字路）で合流し、ここからは左に折れて北東へ進む。右に折れて道なりに南西へ進めば、すぐに みもすそ川公園、次いで壇ノ浦古戦場跡があり、さらに進めば みもすそ川町域を出て壇之浦町域に入る。
- みもすそ川公園

みもすそ川町1に所在する都市公園で、石碑・銅像などが数多く設置されている（■右列の画像2点あり）。
- 壇ノ浦古戦場跡（壇ノ浦古戦場址）

みもすそ川町21-1に所在。
- 関門トンネル（関門国道トンネル）人道入口（下関側） - みもすそ川町22に所在。[8]
- 関門プラザ - 関門国道トンネルに併設されている。
- 関門橋

関門自動車道、下関壇之浦バスストップ（休止中）、壇之浦パーキングエリア
- 立石稲荷神社（立石稲荷大明神）

本殿・拝殿などは壇之浦町6（関門橋の真下より南）に、奥之院は壇之浦町8（関門橋の真下より北）に所在。
- 壇ノ浦漁港

壇之浦町最南端の海岸を占める。伊勢平氏の残党が漁民に姿を変えて住み着いたという伝説がある。そのため壇ノ浦の漁師は幼くして入水した安徳天皇を敬って船上で正座して漁をするとされる。■右列に画像あり。
- 極楽寺（願海山極楽寺）

下関市の、浄土真宗本願寺派 極楽寺。壇之浦町の南隣の大字・阿弥陀寺町の8-6に所在。康元元年（1256年）の阿弥陀堂創建に始まる。文久2年/文久3年（1863年）には奇兵隊の陣が置かれた。
- 赤間神宮 - 阿弥陀寺町4に所在。安徳天皇を祀る[12]。[gm 11]
- 安徳天皇阿弥陀寺陵

阿弥陀寺町4に所在。赤間神宮境内の拝殿の近くにある、安徳天皇御陵。
- 平家一門の墓、七盛塚

安徳天皇阿弥陀寺陵の近傍の、阿弥陀寺町4-1に所在。壇ノ浦で滅んだ伊勢平氏を弔う墓と塚。

## 派生義
壇ノ浦の戦いで伊勢平氏が迎えた歴史的事実になぞらえて、物事の悲劇的な結末の譬えに用いられる。